# 朗克托
朗克托（法語：Lanquetot，法語發音：[lɑ̃kto]）是法国滨海塞纳省的一个市镇，属于勒阿弗尔区。

## 地理
朗克托（49°35'6"N, 0°31'30"E）面积5.09 平方千米，位于法国诺曼底大区滨海塞纳省，该省份为法国北部沿海省份，其西部及北部濒大西洋英吉利海峡，东起顺时针与索姆省、瓦兹省、厄尔省和卡爾瓦多斯省接壤。
与朗克托接壤的市镇（或旧市镇、城区）包括：伯兹维莱特、博尔贝克、博勒维尔、格吕谢-勒瓦拉斯、拉夫托。

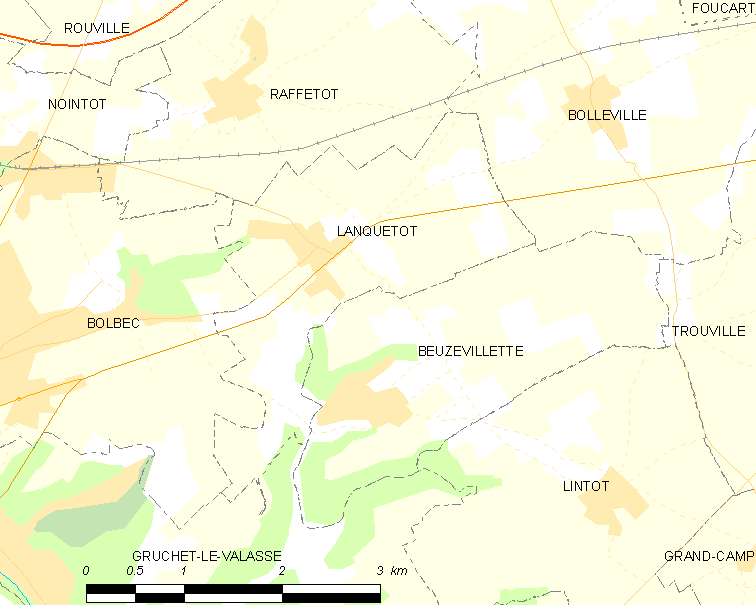
朗克托的OSM定位图

朗克托的时区为UTC+01:00、UTC+02:00（夏令时）。

## 行政
朗克托的邮政编码为76210，INSEE市镇编码为76382。

## 政治
朗克托所属的省级选区为博尔贝克县。

## 人口

1962-2008年间朗克托人口变化图示

朗克托于2022年1月1日时的人口数量为1147人。